# Gorette blanche
Haemulon plumierii
Espèce
Statut de conservation UICN

 LC  : Préoccupation mineure
La gorette blanche (Haemulon plumierii) est une espèce de poissons de la famille des Haemulidae. Elle vit à proximité des pentes rocheuses entre 40 et 70 m de profondeur. Elle possède des rayures bleues caractéristiques sur sa tête. Elle mesure 35 cm pour 0,8 kg.